# Rajska prerast
Die Rajska prerast (deutsch Paradies-Felsgewächs) ist eine 155 Meter lange Tunnelhöhle zwischen Plavna und Štubik in der Zamna-Schlucht der Opština Negotin im Okrug Bor in Ostserbien nordöstlich des Deli Jovan. Sie wird gelegentlich auch als Felsentor beschrieben. Unter der Bezeichnung Tunelska pećina Prerast u kanjonu Zamne steht sie auf der WDPA-Liste geschützter Gebiete.

## Details

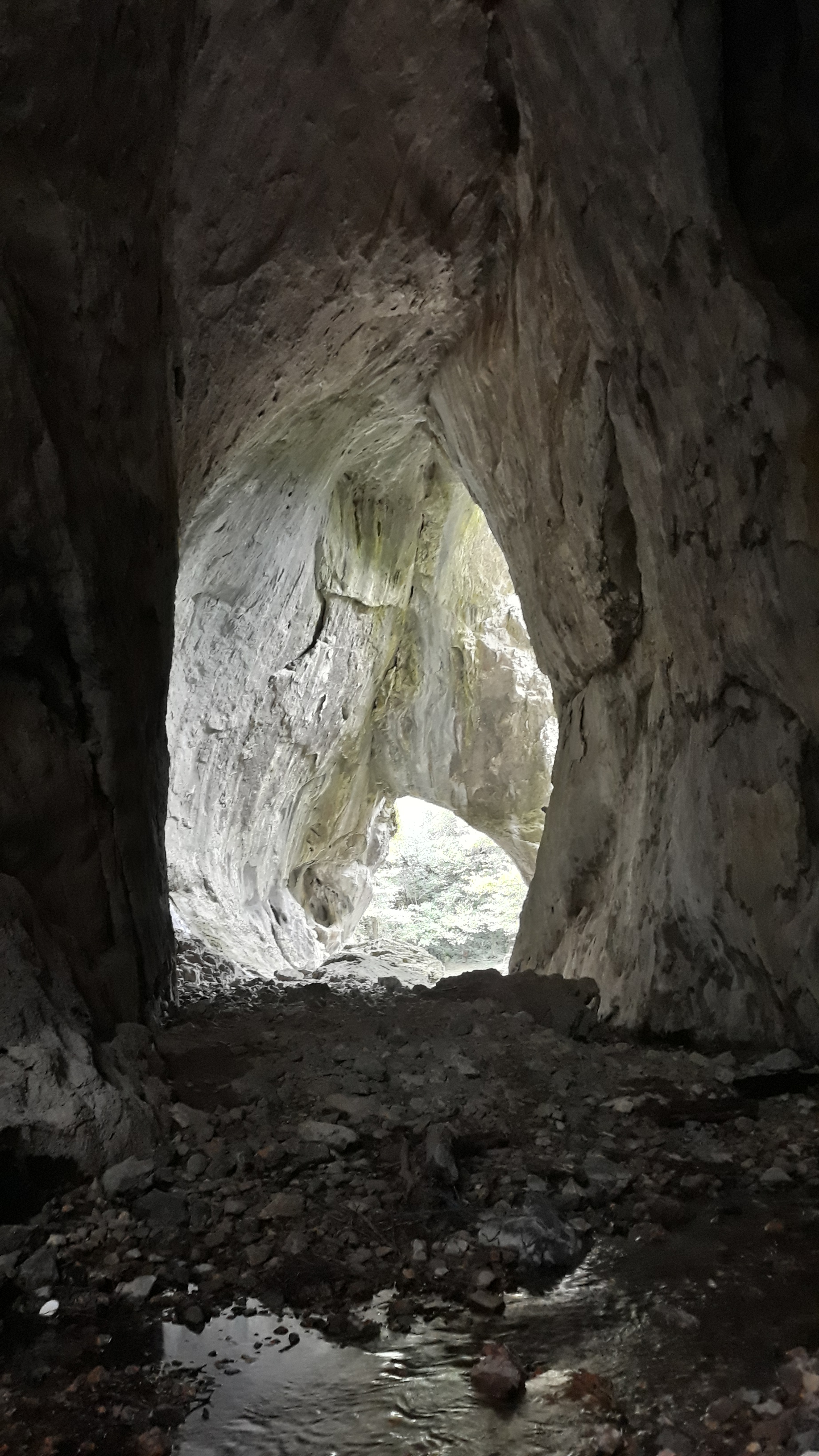
Blick aus der Tunnelhöhle zum südlichen Eingang

Durch die Tunnelhöhle verläuft das Flussbett der Zamna mit konstantem Durchfluss. Der Eingang hat eine Höhe von 18 Metern und eine Breite von 10 Metern, während der Ausgang der Höhle 10 Meter hoch und 14 Meter breit ist. Die Höhle wurde durch einen unterirdischen Fluviokarst-Einschnitt der Zamna gebildet, wobei in der Decke der Höhle zwei Öffnungen entstanden. Die erste Öffnung hat einen Durchmesser von 15 Metern und liegt in einer Höhe von etwa 30 Metern über dem Flussbett der Zamna. Die zweite Öffnung ist 10 Meter breit und befindet sich in einer Höhe von 15 Metern über dem Wasserspiegel. Durch diese beiden etwa 70 Meter voneinander entfernten Öffnungen liegt die Tunnelhöhle auf ihrer gesamten Länge im Tageslicht.

## Tiere und Pflanzen
Die Schlucht der Zamna ist Rückzugsraum einer Vielzahl von Tier- und Pflanzenarten, was sie zu einem wichtigen und schützenswerten Gebiet biologischer Vielfalt macht. Im Bereich der Schlucht wurden 37 Arten der tagaktiven Schmetterlingsfauna registriert, von denen der Schwarze Apollo (Parnassius mnemosyne) und der Große Feuerfalter (Lycaena dispar) auf der europäischen Roten Liste gefährdeter Arten stehen. Gemeinsam mit dem Brombeer-Perlmuttfalter (Brenthis daphne), dem Schwarzbraunen Trauerfalter (Neptis sappho) und dem Zahnflügel-Bläuling (Meleageria daphnis) gelten diese Schmetterlinge auch in der Karpatenregion als gefährdet.
Im gleichen Gebiet wurden etwa 60 Arten von Brutvögeln identifiziert, von denen 20 auf der Liste der geschützten Arten stehen.
Die Säugetierfauna der Zamna-Schlucht besteht aus insgesamt 37 Arten.

## Schutz
Am 20. Juni 1957 stellte die Sozialistische Republik Serbien die Zamna-Schlucht unter staatlichen Schutz, und zwar in einer Länge von 300 Metern flussaufwärts von der Mündung der Medvedja in die Zamna und einer Breite von 150 Metern auf beiden Seiten des Flussbetts der Zamna. Dieser Schutzstatus wurde am 5. Juni 2020 durch das Dekret der serbischen Regierung über die Proklamation des Naturdenkmals „Tunelska pećina Prerast u kanjonu Zamne“ ersetzt, mit dem die Tunnelhöhle und ihre Umgebung unter Schutz gestellt wurden. 39 Prozent der Fläche befinden sich in Staatsbesitz.

## Erreichbarkeit

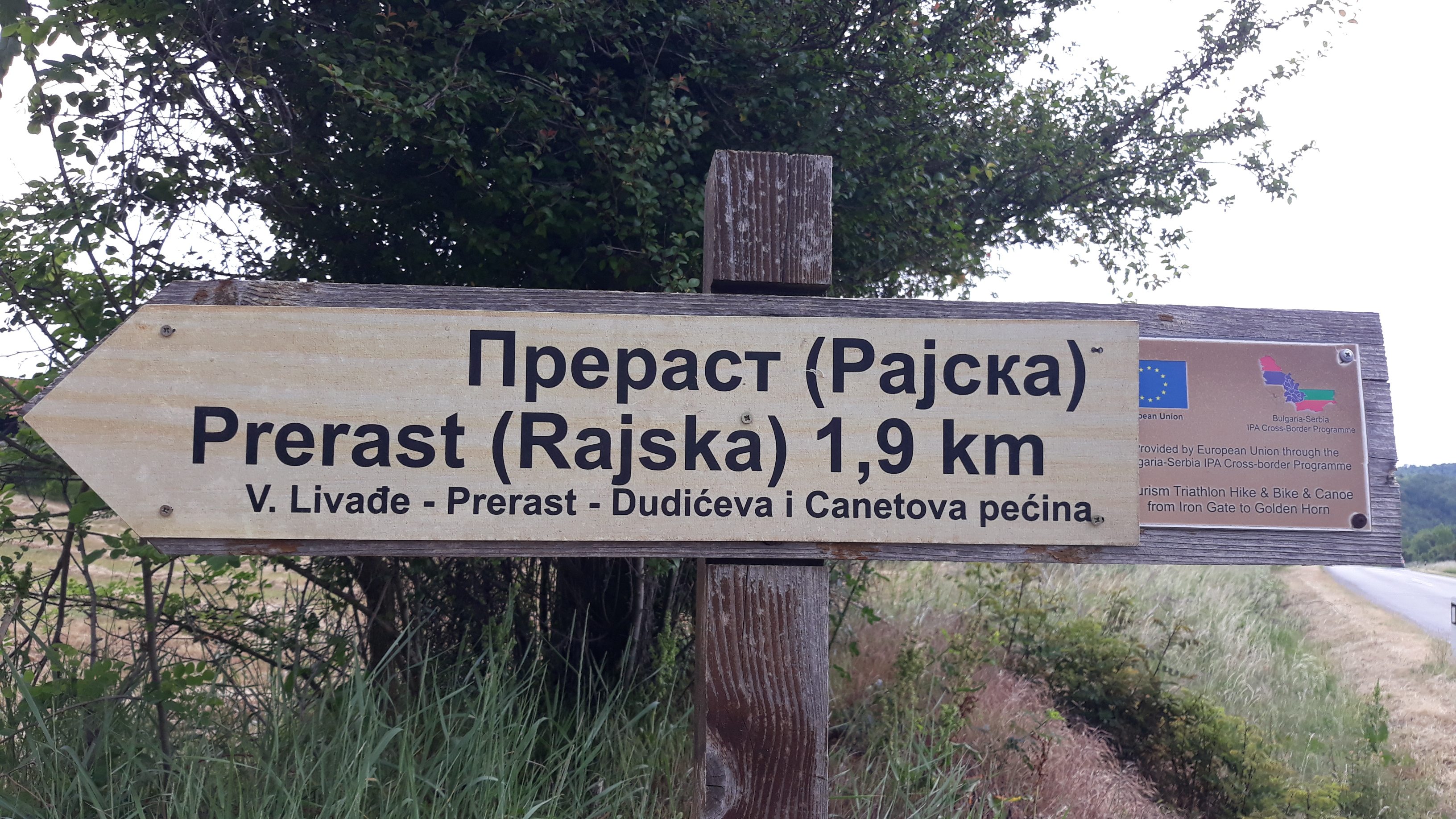
Wegweiser zur Rajska prerast

Der Weg zur Rajska prerast ist markiert. Es gibt zwei Aussichtspunkte. Von dort führt ein steiler Pfad hinab zur Tunnelhöhle, der Vorsicht und Trittsicherheit erfordert.